# 穂波町
穂波町（ほなみまち）は、福岡県の中央部に位置していた町である。嘉穂郡に属しており、筑豊を構成する自治体の一つであり、嘉飯山地区の一つであった。
2006年3月26日、飯塚市・筑穂町・庄内町・頴田町と対等合併し、新市制による飯塚市となった。以下の内容は合併直前時点のものである。

## 地理
- 河川 ： 穂波川

## 歴史
かつて筑豊炭田が栄えた時代には、筑豊の中でも人口増加が著しく、最盛期には4万人を数え、日本一人口が多い村であった。（町制施行前）飯塚市（当時:6万人程）からの合併の話を持ち掛けられ、10万人都市を目指していたが、飯塚側は「編入」、穂波側は「対等」を求めており、このぶつかり合いから合併が実現されなかった。
筑豊炭田が衰退したあとは、人口減少が著しくなり、2006年頃の平成期に約25,000人にまで減ってしまった。

### 年表
- 1889年（明治22年）4月1日 - 町村制施行により、穂波郡堀池村、忠隈村、南尾村、太郎丸村、椋本村、安恒村、椿村、弁分村、小正村、若菜村、枝国村、秋松村、楽市村、平恒村の区域をもって穂波村として発足。
- 1896年（明治29年）4月1日 - 郡の統合により嘉麻郡と穂波郡が合併して嘉穂郡となる[1]。
- 1936年（昭和11年）4月15日 - 住友忠隈炭鉱で人車が坑底に転落。死者50人[2]。
- 1955年3月31日 - 大分村の一部を編入（大分村の他の地域は上穂波村・内野村と対等合併して筑穂町となる）
- 1957年11月3日 - 町制施行し穂波町となる。
- 2006年3月26日 - 飯塚市・筑穂町・庄内町・頴田町と合併し、飯塚市を新設して消滅。

## 経済

### 産業
- かつては炭鉱が町の経済を支えていたが、現在ではすべて閉山している。
- 炭鉱跡地を利用して飯塚工業団地が造成された。約30社の企業の工場が誘致されている。

## 地域

### 教育

#### 中学校
- 穂波町立穂波東中学校
- 穂波町立穂波西中学校

#### 小学校
- 穂波町立楽市小学校
- 穂波町立平恒小学校
- 穂波町立椋本小学校
- 穂波町立若菜小学校
- 穂波町立高田小学校

穂波町教育委員会では通学区域は従来のままだが、希望すれば町内のどの学校でも選んで、転入学できる「学校選択制」制度を平成14年度から導入している。

## 交通
空港はなし。最寄り空港は福岡空港。

### 鉄道
- 九州旅客鉄道（JR九州）
  - 筑豊本線（福北ゆたか線） ： 天道駅

ただし、町の中心部から大きく離れている。

### バス路線
国道200号線上の穂波バス停に他地域への特急・急行バスが発着するほか、飯塚市との間を結ぶ一般路線バスも運行されている。
- 西鉄バス筑豊
  - 特急 ： 福岡市 - 穂波町 - 飯塚市 - 庄内町 - 田川市
  - 急行 ： 博多駅 - 福岡空港 - 粕屋町 - 篠栗町 - 穂波町 - 飯塚市 - 庄内町 - 田川市
  - 飯塚市 - 穂波町 - 桂川町 - 筑穂町
  - 飯塚市 - 穂波町 - 桂川町 - 碓井町 - 嘉穂町

### 道路
町内に高速道路は通っていない。

#### 有料自動車道
- 国道201号八木山バイパス
  - 穂波東インターチェンジ - 穂波西インターチェンジ

#### 一般国道
- 国道200号

#### 主要地方道
- 福岡県道60号飯塚大野城線
- 福岡県道100号大日寺潤野飯塚線

## 名所・旧跡・観光スポット・祭事・催事

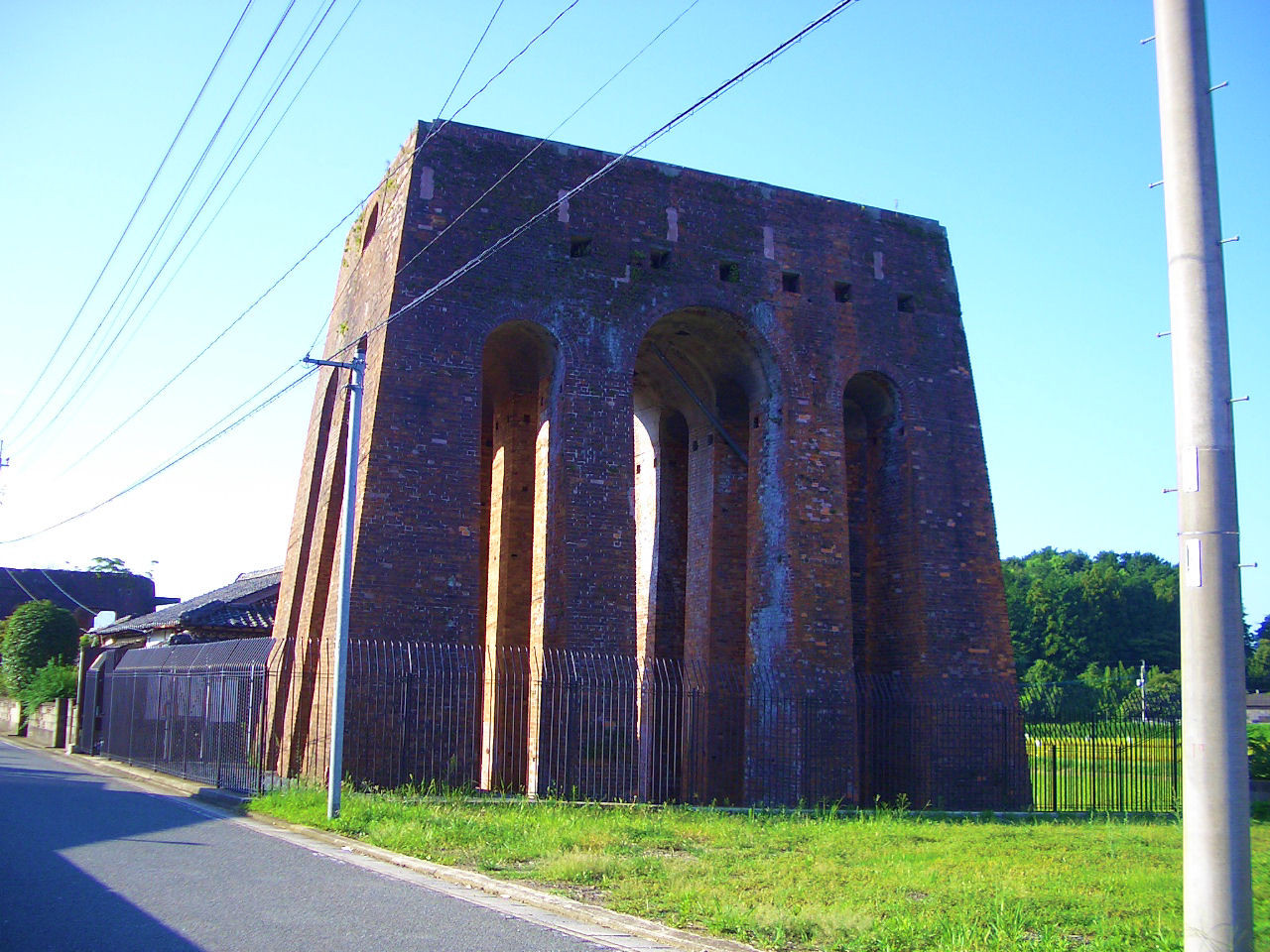
三菱飯塚第二坑の巻き上げ機

- 小正西古墳
- 大将陣公園
- 三菱飯塚第二坑の巻き上げ機
- 住友忠隈炭鉱のボタ山

## 出身者
- 清川進也（作曲家）